# Athanasius Kircher
Athanasius Kircher (Geisa kraj Fulde, 2. svibnja 1601. - Rim, 27. studenog 1680.), njemački isusovac i znanstvenik. Bio je jedan od najsvestranijih učenjaka 17. stoljeća; bavio se geologijom, zemljopisom, astrononomijom, matematikom, lingvistikom, medicinom i glazbom, a proučavao je i drevne civilizacije, vulkane i magnetizam. Napisao je oko četrdeset djela, među kojima i enciklopediju Musurgia universalis u kojoj piše o akustici, proizvodnji zvuka i teoriji glazbe, a pripisuje mu se i više izuma (lanterna magica). Zbog njegove svestranosti smatra se polihistorom.

## Životopis
Rodio se u gradiću Geisi na sjevernoj obali rijeke Rhone. Prema imenu tog područja koristio je pridjevak Bucho ili Buchonius, a kasnije često i Fuldensis (prema imenu obližnjeg gradskog središta). Isusovačkom redu pristupio je 1618. godine, studirao je u Paderbornu, Kölnu i Koblenzu. Teološke studije započeo je u Mainzu, gdje je i zaređen je za svećenika 1628. godine. Studirao je i brojne jezike, među ostalim latinski, grčki, hebrejski i arapski. Od 1630. predavao je matematiku, filozofiju i istočnjačke jezike u Avignonu, a od 1634. živio je uglavnom u Rimu i predavao matematiku na Rimskom kolegiju (lat. Collegio Romano).
U želji da sakupi znanje, putovao je po čitavoj Europi. Godine 1638. zatekao se u Napulju kada je potres uništio grad Euphemiju, što ga je navelo da izbliza prouči taj prirodni fenomen, kao i djelovanje vulkana. Desetljeće ranije, zatražio je dozvolu od nadređenih za misionarsko djelovanje u Kini, no njegova je molba odbijena što ga je veoma razočaralo.
Pribavivši teleskop 1625. godine ostavio je zabilješke o astronomskim zapažanjima vezanim uz sunčeve pjege. Također, bavio se proučavanjem egipatske religije, smatrajući je izvorom svih ostalih religija i vjerovanja, a posebnu pozornost posvetio je i egipatskim hijeroglifima, iako ih nije uspio dešifrirati, ali shvatio je poveznicu između tog pisma i koptskog jezika.
Smatra ga se najvećim predstavnikom hermetizma unutar Crkve u razdoblju nakon reformacije. Jednako gorljivo kao što je proučavao znanost, bavio se alkemijom i astrologijom.

## Djela
- Specula Melitensis Encyclica sive syntagma novum instrumentorum physico-mathematicorum, (Messina, 1638.)
- Magnes sive de arte magnetica, (Rim, 1640.)
- Lingua ægyptiaca restituta, (Rim, 1643.)
- Ars magna lucis et umbræ, (Rim, 1644.)
- Musurgia universalis sive ars consoni et dissoni, (Rim, 1650.)
- Obeliscus Pamphylius, (Rim, 1650.)
- Itinerarium extaticum s. opificium coeleste, (Rim, 1656.)
- Iter extaticum secundum, mundi subterranei prodromus, (Rim, 1657.)
- Scrutinium physico-medicum contagiosæ luis, quæ pestis dicitur, (Rome, 1658.)
- Polygraphia seu artificium lingarum, quo cum omnibus totius mundi populis poterit quis correspondere, (Rim, 1663.)
- Mundus Subterraneus, dva sveska, (Amsterdam, 1678.)